# 北埠頭駅 (北海道)
北埠頭駅（きたふとうえき）は、北海道釧路市海運1丁目にあった釧路開発埠頭埠頭線の貨物駅である。

## 駅概要
1950年（昭和25年）に整備された釧路港北埠頭で船舶へ石炭を積み込むために1952年（昭和27年）に雄別炭礦鉄道（後の雄別鉄道）が開設した。構内に貯炭所が設けられ、雄別炭鉱などから石炭を満載した貨物列車が到着していた。その後にセメント、肥料なども取り扱われるようになった。
1970年（昭和45年）に、炭鉱の閉鎖に伴い石炭輸送は廃止されたが、釧路港と日本国有鉄道を結ぶ貨物輸送の重要路線であったため釧路開発埠頭に継承された。しかし、1980年代になると輸送量が減少、1984年（昭和59年）2月1日の国鉄ダイヤ改正に合わせ、同日に廃止された。
末期には、現在の宇部三菱セメント釧路サービスステーション、太平洋セメント釧路サービスステーション（移転して閉鎖）のセメント輸送や、北埠頭にある倉庫群への有蓋貨車での輸送等を行っていた。また1977年（昭和52年）頃まで油槽所があり石油輸送もあったが、油槽所が西港駅へ移転したことで終了した。
また、東隣の中央埠頭には国鉄浜釧路駅があった。当駅ではコンテナの扱いはなかったが、浜釧路駅では主にコンテナを扱っていた。

## 歴史
- 1952年（昭和27年）9月11日：雄別炭礦鉄道の雄別埠頭駅として開業。
- 1959年（昭和34年）8月31日：雄別鉄道に譲渡。
- 1970年（昭和45年）
  - 2月12日：雄別鉄道が雄別炭礦に合併。
  - 4月16日：釧路開発埠頭に譲渡、北埠頭駅に改称。
- 1984年（昭和59年）2月1日：廃止。

## 現在の駅周辺
- 宇部三菱セメント釧路サービスステーション
- 日本通運倉庫

## 駅跡
北埠頭の内陸側、駐車場および草むらとなっている。

## 隣の駅
釧路開発埠頭
埠頭線
新富士駅 - 北埠頭駅